# زمین‌لرزه ۱۹۴۲ گواتمالا
زمین‌لرزه گواتمالا  در تاریخ ۶ اوت ۱۹۴۲ میلادی، برابر با ‎۱۵ مرداد ۱۳۲۱، ساعت ۲۳:۳۷:۰۰ به زمان یوتی‌سی در گواتمالا رخ داد. ژرفای این زلزله ۳۵ کیلومتر بود. بزرگی آن ۷٫۷ در مقیاس Mw اعلام شده‌است. زمین‌لرزه به وقت محلی در روز پنج‌شنبه، ساعت ۱۷ روی داده و منطقه زمانی آن یوتی‌سی -۶ بوده‌است .
سازمان زمین‌شناسی آمریکا نیز جای این زمین‌لرزه را در مختصات ۱۳°۵۴′شمالی ۹۰°۵۴′غربی / ۱۳٫۹°شمالی ۹۰٫۹°غربی و بزرگی آنرا برابر با ۸٫۳ در مقیاس ریشتر اعلام کرده‌است. 
شمار کشتگان زلزله حدود ۳۸ نفر بوده‌است.